# CD Numancia
A Club Deportivo Numancia de Soria, vagy egyszerűen CD Numancia spanyol labdarúgócsapatot 1945-ben alapították, 2019-20-ban a másodosztályban szerepel. Székhelye Soria városában, Észak-Spanyolországban, Kasztília és León autonóm közösségben van.
A klub a labdarúgás mellett más sportágakban is jelen van, ezek közül a legsikeresebbek a röplabda, női kézilabda és a ritmikus gimnasztika.

## A klub története
A klub egészen 1988-ig, két évet kivéve, minden szezont a Tercera Divisiónban töltött el (1977-ig harmadosztály, onnantól negyedosztály). Később az együttes folyamatosan kapaszkodott egyre feljebb, majd háromszor is sikerült feljutnia az első osztályba.
A Numancia először egyébként 1995-ben került a figyelem középpontjába, amikor az az évi kupában nagy menetelésbe kezdett, kiejtett három első osztályú csapatot, a Real Sociedadot, a Racing de Santandert és a Sporting de Gijónt is. A végállomást végül a negyeddöntő jelentette, ahol a Barcelona állta útját a még a harmadosztályban szereplő kiscsapatnak.

## Statisztika
| Szezon  | Osztály    | Poz. | Copa del Rey |
| ------- | ---------- | ---- | ------------ |
| 1945/46 | Regionális | —    |              |
| 1946/47 | 3ª         | 4.   |              |
| 1947/48 | 3ª         | 11.  |              |
| 1948/49 | 3ª         | 3.   |              |
| 1949/50 | 2ª         | 13.  |              |
| 1950/51 | 2ª         | 17.  |              |
| 1951/52 | 3ª         | 13.  |              |
| 1952/53 | 3ª         | 6.   |              |
| 1953/54 | 3ª         | 12.  |              |
| 1954/55 | 3ª         | 3.   |              |
| 1955/56 | 3ª         | 7.   |              |
| 1956/57 | 3ª         | 9.   |              |
| 1957/58 | 3ª         | 5.   |              |
| 1958/59 | 3ª         | 7.   |              |
| 1959/60 | 3ª         | 15.  |              |
| 1960/61 | 3ª         | 3.   |              |
| 1961/62 | 3ª         | 1.   |              |
| 1962/63 | 3ª         | 1.   |              |
| 1963/64 | 3ª         | 2.   |              |

| Szezon      | Osztály    | Poz | Copa del Rey |
| ----------- | ---------- | --- | ------------ |
| 1964/65     | 3ª         | 3.  |              |
| 1965/66     | 3ª         | 1.  |              |
| 1966/67     | 3ª         | 15. |              |
| 1967/68     | 3ª         | 6.  |              |
| 1968/69     | 3ª         | 14. |              |
| 1969/70     | 3ª         | 12. |              |
| 1970-71-től | Regionális | —   |              |
| 1977-78-ig  | Regionális | —   |              |
| 1978/79     | 3ª         | 5.  |              |
| 1979/80     | 3ª         | 14. |              |
| 1980/81     | 3ª         | 13. |              |
| 1981/82     | 3ª         | 4.  |              |
| 1982/83     | 3ª         | 7.  |              |
| 1983/84     | 3ª         | 2.  |              |
| 1984/85     | 3ª         | 8.  |              |
| 1985/86     | 3ª         | 11. |              |
| 1986/87     | 3ª         | 8.  |              |
| 1987/88     | 3ª         | 4.  |              |
| 1988/89     | 3ª         | 1.  |              |

| Szezon  | Osztály | Poz | Copa del Rey |
| ------- | ------- | --- | ------------ |
| 1989/90 | 2ªB     | 13. |              |
| 1990/91 | 2ªB     | 11. |              |
| 1991/92 | 2ªB     | 10. |              |
| 1992/93 | 2ªB     | 8.  |              |
| 1993/94 | 2ªB     | 3.  |              |
| 1994/95 | 2ªB     | 2.  |              |
| 1995/96 | 2ªB     | 8.  |              |
| 1996/97 | 2ªB     | 2.  |              |
| 1997/98 | 2ª      | 17. |              |
| 1998/99 | 2ª      | 3.  |              |
| 1999/00 | 1ª      | 17. |              |
| 2000/01 | 1ª      | 20. |              |

| Szezon  | Osztály | Poz | Copa del Rey |
| ------- | ------- | --- | ------------ |
| 2001/02 | 2ª      | 17. |              |
| 2002/03 | 2ª      | 14. |              |
| 2003/04 | 2ª      | 3.  |              |
| 2004/05 | 1ª      | 19. |              |
| 2005/06 | 2ª      | 8.  |              |
| 2006/07 | 2ª      | 8.  |              |
| 2007/08 | 2ª      | 1.  |              |
| 2008/09 | 1ª      | 19. |              |
| 2009/10 | 2ª      | 8.  |              |
| 2010/11 | 2ª      | 8.  |              |

## Játékoskeret
Legutóbb frissítve: 2019. május 21-én.
| Mezszám       | Név               | Nemzet   | Posztok     | Szül. év (kor)                 | Megjegyzés:                     |         |         |         |         |
| Kapusok       | Kapusok           | Kapusok  | Kapusok     | Kapusok                        | Kapusok                         | Kapusok | Kapusok | Kapusok | Kapusok |
| ------------- | ----------------- | -------- | ----------- | ------------------------------ | ------------------------------- | ------- | ------- | ------- | ------- |
| 1             | Juan Carlos       | spanyol  | kapus       | 1987. július 27. (37 éves)     |                                 |         |         |         |         |
| 30            | Gaizka Campos     | spanyol  | kapus       | 1997. május 16. (27 éves)      |                                 |         |         |         |         |
| Védők         |                   |          |             |                                |                                 |         |         |         |         |
| 3             | Adrián Ripa       | spanyol  | hátvéd      | 1985. augusztus 12. (39 éves)  | csapatkapitány                  |         |         |         |         |
| 7             | Cristian Ganea    | román    | hátvéd      | 1992. május 24. (32 éves)      | kölcsönben a Athletic Bilbaotól |         |         |         |         |
| 13            | Derik Osede       | spanyol  | hátvéd      | 1993. február 21. (32 éves)    |                                 |         |         |         |         |
| 14            | Luis Valcarce     | spanyol  | hátvéd      | 1993. február 3. (32 éves)     |                                 |         |         |         |         |
| 16            | Carlos Gutiérrez  | spanyol  | hátvéd      | 1991. november 4. (33 éves)    |                                 |         |         |         |         |
| 17            | Unai Medina       | spanyol  | hátvéd      | 1990. február 16. (35 éves)    |                                 |         |         |         |         |
| 18            | Pichu Atienza     | spanyol  | hátvéd      | 1990. január 18. (35 éves)     |                                 |         |         |         |         |
| 22            | Markel Etxeberria | spanyol  | hátvéd      | 1995. február 15. (30 éves)    |                                 |         |         |         |         |
| Középpályások |                   |          |             |                                |                                 |         |         |         |         |
| 2             | Alejandro Sanz    | spanyol  | középpályás | 1993. június 5. (31 éves)      |                                 |         |         |         |         |
| 6             | Alberto Escassi   | spanyol  | középpályás | 1989. február 28. (36 éves)    |                                 |         |         |         |         |
| 12            | Yaw Yeboah        | ghánai   | középpályás | 1997. március 28. (27 éves)    |                                 |         |         |         |         |
| 20            | Gus Ledes         | portugál | középpályás | 1992. szeptember 28. (32 éves) |                                 |         |         |         |         |
| 21            | Marc Mateu        | spanyol  | középpályás | 1990. június 16. (34 éves)     |                                 |         |         |         |         |
| 23            | Fran Villalba     | spanyol  | középpályás | 1998. május 11. (26 éves)      | kölcsönben a Valencia-től       |         |         |         |         |
| 17            | Pape Diamanka     | szenegál | középpályás | 1990. január 10. (35 éves)     |                                 |         |         |         |         |
| Csatárok      |                   |          |             |                                |                                 |         |         |         |         |
| 8             | David Rodríguez   | spanyol  | csatár      | 1986. február 14. (39 éves)    | Kölcsönben az Osasunától        |         |         |         |         |
| 9             | Higinio Marín     | spanyol  | csatár      | 1993. október 19. (31 éves)    |                                 |         |         |         |         |
| 10            | Dani Nieto        | spanyol  | csatár      | 1991. május 4. (33 éves)       |                                 |         |         |         |         |
| 11            | Nacho Sánchez     | spanyol  | csatár      | 1993. február 11. (32 éves)    |                                 |         |         |         |         |
| 15            | Alain Oyarzun     | spanyol  | csatár      | 1993. szeptember 27. (31 éves) |                                 |         |         |         |         |
| 19            | Guillermo         | spanyol  | csatár      | 1993. május 23. (31 éves)      |                                 |         |         |         |         |
| 25            | Borja Viguera     | spanyol  | csatár      | 1987. március 26. (37 éves)    |                                 |         |         |         |         |

## Legutóbbi szezonok
| Szezon    |    | Poz. | Mérk. | Gy. | D. | V. | RG | KG | P   | Copa del Rey | Megjegyzés |
| --------- | -- | ---- | ----- | --- | -- | -- | -- | -- | --- | ------------ | ---------- |
| 1999-2000 | 1D | 17.  | 38    | 11  | 12 | 15 | 47 | 59 | 45  |              |            |
| 2000-2001 | 1D | 20.  | 38    | 10  | 9  | 19 | 40 | 64 | 39  |              | Kiesett    |
| 2001-2002 | 2D | 17.  | 42    | 13  | 12 | 17 | 45 | 53 | 51  |              |            |
| 2002-2003 | 2D | 14.  | 42    | 12  | 16 | 14 | 48 | 52 | 52  |              |            |
| 2003-2004 | 2D | 3.   | 42    | 22  | 10 | 10 | 60 | 30 | 76  |              | Feljutott  |
| 2004-2005 | 1D | 19.  | 38    | 6   | 11 | 21 | 30 | 61 | 29  | Negyeddöntő  | Kiesett    |
| 2005-2006 | 2D | 8.   | 42    | 18  | 9  | 15 | 50 | 55 | 63  |              |            |
| 2006-2007 | 2D | 9.   | 42    | 15  | 13 | 14 | 48 | 44 | 58  |              |            |
| 2007-2008 | 2D | 1.   | 42    | 22  | 11 | 9  | 59 | 38 | 77' |              | Feljutott  |

## Ismertebb játékosok
| - Damián Manusovich - Pedro Ojeda - Claudio Marini - Daniel Mayo - Daniel Fagiani - Dwight Pezzarossi - Aldo Osorio - Patricio Graff - Silvio González - Ariel Montenegro - Javier Malagueño - Ivan Rocha - Fabrice Moreau - Daniel Ngom Kome - Patrick Suffo - Hamilton Ricard - Raúl Muñoz | - Stephane Pignol - Kostas Kiassos - Nando Co - Imro Wielkens - André Schei Lindbæk - Constantin Barbu - Gabriel Popescu - Laurenţiu Roşu - Lee Chun-Soo - Alberto Rivera - Alberto Saavedra - Carlos Cuéllar - Mikel Alonso - Álvaro Nuñez - Jorge "Chispa" Delgado - Diego Jaume - Nathan Jones |

## Ismertebb edzők
- Mariano García Remón (2000-01)